# Memecylon clarkeanum
Memecylon clarkeanum là một loài thực vật thuộc họ Melastomataceae. Đây là loài đặc hữu của Sri Lanka.